# شاطئ كارتيني

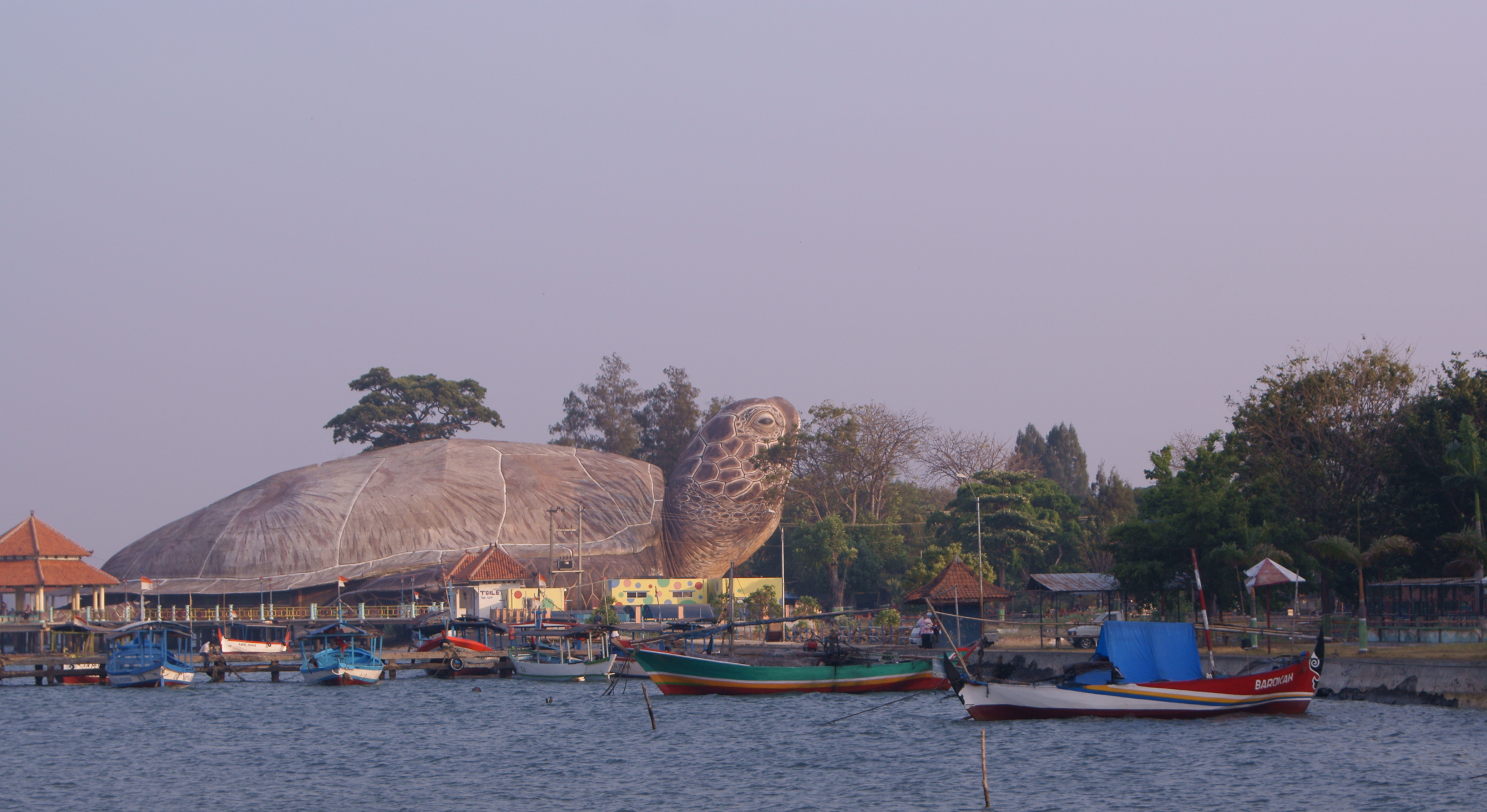
منظر لشاطىء كارتيني

شاطئ كارتيني هو شاطئ سياحي يقع في بولو منطقة وصاية جيبارا الواقعة في جاوة الوسطى. يقع الشاطئ على بعد 2.5 كم غرب قاعة مكتب ريجنت جيبارا.

## الوصف
يقع الشاطئ في مناطق تبلغ مساحتها 3.5 هكتار من الأراضي التي تعد منطقة إستراتيجية، لأن طرق النقل البحري إلى مناطق الجذب البحرية الوطنية في كاريمونجاوا وجزيرة بنجانغ. بالإضافة إلى اسم شاطئ كارتيني، الشاطئ يسمى تقليدي باسم «أل». يقام في الشاطئ حدث هو من أحدث الفعاليات الثقافية في مجتمع جبارة، تقام الفعاليات خلال يوم واحد، بالضبط يقام الاجتفال في الثامن من شهر شوال أو الأسبوع الأول بعد عيد الفطر. يُطلق على شاطئ كارتيني أيضًا اسم «الحمامات» الواقع على الساحل الغربي لكارتيني، لأنه كان يستخدم في الأصل كحمامات عامة موثوق بها لعلاج الأمراض الروماتيزمية والحكة.